# Bosilegrad
Bosilegrad (cyr. Босилеград) – miasteczko w Serbii, w okręgu pczyńskim, siedziba gminy Bosilegrad. W 2011 roku liczyło 2624 mieszkańców.